# Julia Krahn
Julia Krahn (Jülich, 7 novembre 1978) è un'artista tedesca.

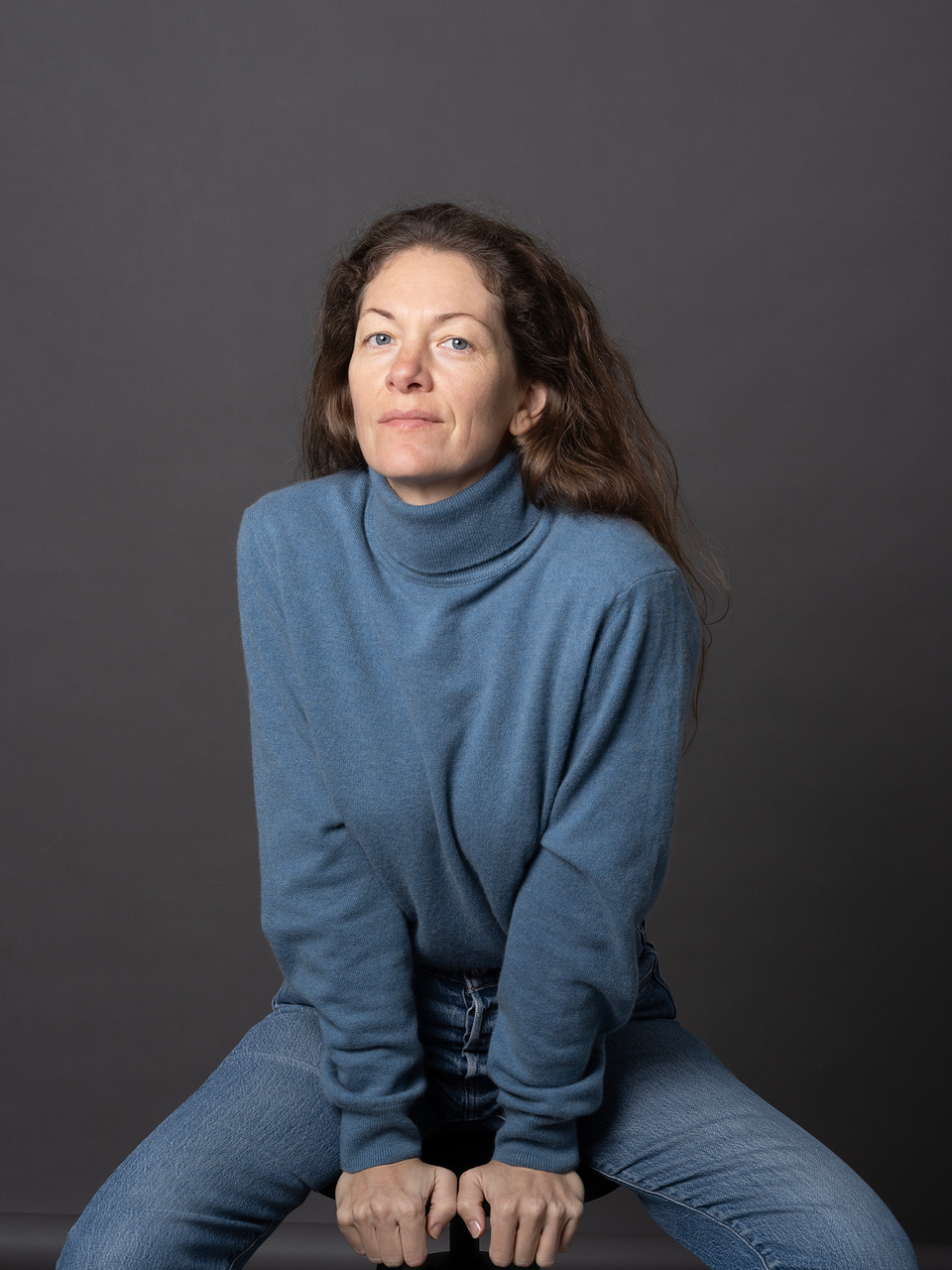
Julia Krahn

La sua produzione artistica si concentra sullo studio del sacro declinato in molteplici forme, dalla dimensione religiosa a quella laica, con grande interesse verso la figura delle donne e le tematiche sociali.

## Biografia
Julia Krahn nasce a Jülich, in Germania, il 7 novembre 1978. Trascorre la sua infanzia ad Aquisgrana dove si diploma alla St. Leonhard Gymnasium per intraprendere successivamente gli studi di medicina all'università, in seguito a due esperienze di volontariato in Kenya e Colombia. Spinta dalla volontà di dedicare la sua vita interamente all’arte, abbandona gli studi medici e inizia a lavorare come fotografa.
Nel 2001, decide di trasferirsi a Milano, dove ha avuto modo di sviluppare la propria identità artistica. Durante il periodo di pandemia da Covid-19, Julia apre il suo primo studio di fotografia, il JK Studio, a Sorrento. La sua idea di arte trova ispirazione dai temi del sacro e profano e dai valori tradizionali e moderni della società contemporanea. Attualmente vive e lavora in Italia. 

## Carriera artistica
Nel 2003 inaugura la sua prima esposizione: “Schatten and Von Gänsen und Elefanten”. Nel 2009 arriva invece la serie "Mother", in cui esplora in chiave contemporanea l'immagine della Madonna e il simbolismo associato ad essa, utilizzando il proprio corpo come soggetto. Nello stesso anno riceve la menzione speciale al Tequila Cuervo Centenario Award for Emerging Artist in Messico. Successivamente, nel ciclo "Father and Daughter", ha continuato a utilizzare il corpo come mezzo espressivo, questa volta focalizzandosi sulla figura paterna.
Seguono una serie di mostre e di esposizioni tra Germania, Italia, Marocco e in varie parti del mondo. In seguito all'apertura del suo studio personale a Sorrento, l'artista si concentra sull'archiviazione della corrispondenza delle cartoline del suo nonno da un campo in Siberia durante la seconda guerra mondiale. Da questo lavoro nasce lo spettacolo "HILDE - Eterno Ritorno", che ha avuto la sua prima rappresentazione a Napoli con la fondazione Pietà de' Turchini.
Nel 2022, conseguentemente allo scoppio della guerra tra Ucraina e Russia, Julia realizza il progetto St. Javelin che racconta l’esperienza delle donne vittime di guerra, presentato per la prima volta a Sorrento e successivamente al Museo Novecento di Firenze e a Montecitorio (Roma).

## Mostre
- 2013 Leidenschaften curata da Christhard-Georg Neubert, Stiftung St. Matthäus Berlin, Germany. Catalogue[7]
- 2013 Beyond Belief, Museum / Musei Civici Imola, Imola, Italy. Catalogue[8]
- 2015 It might have been a Pigeon curata da Cinzia Picozzi, Diocesan Museum Milan. Book[9]
- 2017 Figura, in collaboration Stiftung St. Matthäus and Land Brandenburg curata daHannes Langbein, Bad Wilsnack, Germany. Catalogue
- 2018 SchönerHeit, Marktkirche Hanover, Germany. Book
- 2022 HILDE, performance-concert, Fondazione Pietà de’ Turchini, Naples, Italy
- 2022 ST. JAVELIN - Bandiere di Pace, Museo Novecento curata da Sergio Risaliti, Florence, Italy. Catalogue[10]
- 2023 BANDIERE DI PACE in occasione di Elegia per la Pace at Camera dei Deputati, Chiostro di Vicolo Valdina - Montecitorio, Rome, Italy[11]
- 2023 ST. JAVELIN, installazione presso il Stiftung Garnisonkirche Potsdam, Germany[11]

## Opere
- 2002 - This is a Magazine. Love, the universe & everything. Compendium. Volume 1 ISBN 9788890307805

- 2011 - Sebben che siamo donne, Palazzo Libera – Museo Diocesano Villa Lagarina, Publistampa Edizioni, curated by Angela Madesani, pag 7,29-34. t/p - ISBN 978-88-9601-410-3

- 2011 - Tra Cielo e Terra, Bologna, Turin, Florence, in collaborazione con Christies and Paideia Foundation. ISBN pag - pag. . t/p[12]

- 2015 - Nutrimentum. L’Arte alimenta l’uomo, Studio Chiesa, Exhibition catalogue Castelvecchio Museum, pag. t/p - ISBN 978-88-96495-09-4

- 2015 - Madonna Woman-Mother-Idol Lower Saxony State Museum, “Julia Krahn” by Barbara Martin, Exhibition catalogue, pag 264-275, 332-339. t/p - ISBN 978-3-95498-190-8

- 2015 - Last Supper - Julia Krahn, testo di Silvana Turzio, Luca Doninelli, Ralf Meister, Paolo Biscottini, Emmegi Contemporary, with Museo Diocesano Milano - ISBN 9791220005401

- 2016 - MITTENDRIN. Kunst curata da Astrid Kury, Universitätsdruckerei Klampfer GmbH, Exhibition catalogue, pag 8-17- ISBN 978-3-900764-38-8

- 2016 - Habeas Corpus by Claudio Ubaldo Cortoni, Studio Anselmiana - Roma - ISBN 978-3-8306-7816-8

- 2016 - La Sfida di Aracne curata da Angela Madesani, Vanilla Edizioni, exhibition catalogue Nuova Galleria Morrone, pag 15, 36-37. t/p - ISBN 978-88-6057-324-7

- 2016 - Spielmann, Anna-von-Borries-Stiftung, Hanns-Lilje-Stiftung und Diakovere GmbH, Quensen Druck + Verlag - ISBN 978-3-922805-11-3

- 2017 - Sequela, Ex-San Mattia in collaborazione con il Polo Museale Emilia-Romagna, Bologna, t/p[13]

- 2017 - Sein.Antlitz.Körper. Alexander Ochs, Georg Maria Roers, Katja Triebe, Editor Kerber. pag 84-87, 168-169, 172-173, 176. t/p - ISBN 978-3-7356-0358-6[14]

- 2018 - Corpo a corpo, Università Cattolica del Sacre Cuore, AIE- Associazione Italiana Editori, pag 41-45, 68 t/p - ISBN 978-88-9335-384-7[15]

- 2019 - Syart Festival Sorrento, ISBN 978-88-943480-1-9, pag. 104-105. t/p[16]

- 2019 - Spektakel in der Transzendenz - Kunst und Religion in der Gegenwart, Christian Neddes, Verlag Königshausen & Neumann - ISBN 978-3-8260-5939-1, pag. 196-197, 220 t/p

- 2019 - Vulgata 77 curated by Johannes Rauchenberger, Verlag Ferdinand Schöningh GmbH, pag 79-91, 250-251, 311 t/p - ISBN 978-3-506-78859-7 / ISBN 978-3-506-78241-0 /ISBN 978-3-7954-3079-5[17]

- 2019 - Angeli & Artisti, Santa Maria della Scala, Bellavite Editore, t/p - ISBN 978-88-7511-264-6[18]

- 2021 - Communio, Verlag Grünewald - November, “Kunst ohne Dialog ist Dekoration” by Benjamin Leven, pag 658-666, t/p - UKaZ 50 (2021) DOI: 10.14623/com.2021.6.658-666 - ISBN 1439-6165 • E21716 Magazines and newspaper[19]

- 2021 - PARADISE LOST #gendershift, curata da Benita Meißner, pag 21-22, 24, 25, 87-91, t/p, exhibition catalogue DG Kunstraum, München - ISBN 978-3-95976-338-7 Kunstverlag Josef Fink / ISBN 978-3-932322-57-0 Deutsche Gesellschaft für Christliche Kunst e.V.[20]